# Melanophryniscus moreirae
Melanophryniscus moreirae är en groddjursart som först beskrevs av Miranda-Ribeiro 1920.  Melanophryniscus moreirae ingår i släktet Melanophryniscus och familjen paddor. IUCN kategoriserar arten globalt som nära hotad. Inga underarter finns listade i Catalogue of Life.